# Rövidpályás gyorskorcsolya a 2023. évi téli universiadén
A 2023. évi téli universiadén a rövidpályás gyorskorcsolya versenyszámait január 19-én, január 20-án és január 21-én rendezték az 1932 Jack Shea Arenában.

## A versenyszámok időrendje
A rövidpályás gyorskorcsolya versenyek hivatalosan 3 versenynapból álltak. A versenyszámok eseményei helyi idő szerint (UTC −05:00):
| január 19., csütörtök                | január 20., péntek                 | január 21., szombat               |
| ------------------------------------ | ---------------------------------- | --------------------------------- |
| 16:05 Nők 1500m negyeddöntő          | 16:05 Férfiak 500m selejtező       | 16:05 Férfiak 1000m selejtező     |
| 16:35 Férfiak 1500m negyeddöntő      |                                    |                                   |
|                                      | 16:50 Nők 500m előfutam            | 17:00 Nők 1000m előfutam          |
|                                      | 17:08 Férfiak 500m előfutam        | 17:24 Férfiak 1000m előfutam      |
| 17:25 Nők 1500m elődöntő             |                                    |                                   |
| 17:40 Férfiak 1500m elődöntő         | 17:41 Nők 500m negyeddöntős        |                                   |
|                                      | 17:53 Férfiak 500m negyeddöntő     |                                   |
| 18:10 Nők 1500m B döntő              |                                    | 18:03 Nők 1000m negyeddöntő       |
| 18:16 Nők 1500m döntő                |                                    |                                   |
| 18:22 Férfiak 1500m B döntő          | 18:20 Nők 500m elődöntő            | 18:19 Férfiak 1000m negyeddöntő   |
| 18:28 Férfiak 1500m döntő            | 18:26 Férfiak 500m elődöntő        |                                   |
| 18:49 Vegyes 2000m váltó negyeddöntő | 18:47 Nők 500m B döntő             | 18:50 Nők 1000m elődöntő          |
|                                      | 18:51 Nők 500m döntő               |                                   |
|                                      | 18:55 Férfiak 500m B döntő         |                                   |
|                                      | 18:59 Férfiak 500m döntő           | 18:58 Férfiak 1000m elődöntő      |
| 19:22 Vegyes 2000m váltó elődöntő    | 19:18 Nők 3000m váltó elődöntő     | 19:21 Nők 1000m B döntő           |
|                                      |                                    | 19:26 Nők 1000m döntő             |
|                                      |                                    | 19:31 Férfiak 1000m B döntő       |
|                                      | 19:34 Férfiak 5000m váltó elődöntő | 19:36 Férfiak 1000m döntő         |
|                                      |                                    | 19:56 Nők 3000m B döntő           |
|                                      | 20:09 Vegyes 2000m váltó B döntő   | 20:04 Nők 3000m váltó döntő       |
|                                      | 20:15 Vegyes 2000m váltó döntő     | 20:12 Férfiak 5000m váltó B döntő |
|                                      |                                    | 20:22 Férfiak 5000m váltó döntő   |

## A versenyen részt vevő nemzetek
A versenyen 23 nemzet 98 sportolója – 57 férfi és 41 nő – vett részt, az alábbi megbontásban:
| Részt vevő nemzetek férfi / nő megbontásban | Részt vevő nemzetek férfi / nő megbontásban | Részt vevő nemzetek férfi / nő megbontásban | Részt vevő nemzetek férfi / nő megbontásban | Részt vevő nemzetek férfi / nő megbontásban | Részt vevő nemzetek férfi / nő megbontásban | Részt vevő nemzetek férfi / nő megbontásban | Részt vevő nemzetek férfi / nő megbontásban | Részt vevő nemzetek férfi / nő megbontásban | Részt vevő nemzetek férfi / nő megbontásban | Részt vevő nemzetek férfi / nő megbontásban | Részt vevő nemzetek férfi / nő megbontásban |
| ------------------------------------------- | ------------------------------------------- | ------------------------------------------- | ------------------------------------------- | ------------------------------------------- | ------------------------------------------- | ------------------------------------------- | ------------------------------------------- | ------------------------------------------- | ------------------------------------------- | ------------------------------------------- | ------------------------------------------- |
| nemzet                                      | F                                           | N                                           | nemzet                                      | F                                           | N                                           | nemzet                                      | F                                           | N                                           | nemzet                                      | F                                           | N                                           |
| Argentína                                   | 1                                           | 0                                           | Franciaország                               | 3                                           | 2                                           | Kína                                        | 5                                           | 5                                           | Olaszország                                 | 2                                           | 0                                           |
| Bulgária                                    | 1                                           | 0                                           | Fülöp-szigetek                              | 1                                           | 0                                           | Lettország                                  | 1                                           | 0                                           | Svájc                                       | 2                                           | 1                                           |
| Csehország                                  | 1                                           | 1                                           | Hollandia                                   | 3                                           | 2                                           | Magyarország                                | 1                                           | 0                                           | Tajvan                                      | 4                                           | 0                                           |
| Dél-Korea                                   | 3                                           | 4                                           | Japán                                       | 5                                           | 5                                           | Mongólia                                    | 2                                           | 1                                           | Törökország                                 | 1                                           | 0                                           |
| Egyesült Államok                            | 5                                           | 5                                           | Kanada                                      | 5                                           | 5                                           | Németország                                 | 2                                           | 2                                           | Ukrajna                                     | 2                                           | 2                                           |
| Egyesült Királyság                          | 2                                           | 0                                           | Kazahsztán                                  | 5                                           | 5                                           | Norvégia                                    | 0                                           | 1                                           |                                             |                                             |                                             |

F = férfi, N = nő

## Eredmények

### Éremtáblázat
(A táblázatban a rendező ország eltérő háttérszínnel kiemelve.)
| #        | Nemzet                 | Arany | Ezüst | Bronz | Összesen |
| 1.       | Dél-Korea (KOR)        | 7     | 4     | 5     | 16       |
| 2.       | Japán (JPN)            | 1     | 0     | 1     | 2        |
| 3.       | Franciaország (FRA)    | 1     | 0     | 0     | 1        |
| 4.       | Kína (CHN)             | 0     | 2     | 1     | 3        |
| 5.       | Kazahsztán (KAZ)       | 0     | 2     | 0     | 2        |
| 6.       | Németország (GER)      | 0     | 1     | 0     | 1        |
| 7.       | Hollandia (NED)        | 0     | 0     | 1     | 1        |
| 7.       | Egyesült Államok (USA) | 0     | 0     | 1     | 1        |
| Összesen | Összesen               | 9     | 9     | 9     | 27       |

### Éremszerzők
| versenyszám     | arany | arany    | ezüst | ezüst            | bronz                                                                                          | bronz            |
| férfiak         | |          | |                  |                                                                                                |                  |
| 500 m           | Mijata Sógo (JPN) | 41,377   | Kim Theszong (Kim Taesung) (KOR) | 41,791           | Li Kung-csao (Li Kongchao) (CHN)                                                               | 41,886           |
| 1000 m          | Csang Szongu (Jang Sungwoo) (KOR) | 1:25,937 | I Dzsongmin (Lee Jeongmin) (KOR) | 1:26.029         | Kim Theszong (Kim Taesung) (KOR)                                                               | 1:25,937         |
| 1500 m          | Kim Theszong (Kim Taesung) (KOR) | 2:18,016 | I Dzsongmin (Lee Jeongmin) (KOR) | 2:18,130         | Csang Szongu (Jang Sungwoo) (KOR)                                                              | 2:18,164         |
| 5000 m-es váltó | Dél-Korea (KOR) Csang Szongu (Jang Sungwoo) Csong Vonsik (Jeong Wonsik) Kim Theszong (Kim Taesung) I Dzsongmin (Lee Jeongmin) I Dzsunszo (Lee Juneseo) | 7:10,689 | Kazahsztán (KAZ) Adil Galiahmetov Valeri Klimenko Jerkebulan Samuhanov Sanjar Janisov                                                      | 7:12,409         | Hollandia (NED) Peter de Boer Niels Kingma Daan Kos Bram Steenaart                             | 7:12,450         |
| nők             | |          | |                  |                                                                                                |                  |
| 500 m           | Cshö Mindzsong (Choi Minjeong) (KOR) | 44,050   | Vang Ji-csao (Wang Yichao) (CHN) | 44,568           | Pak Csijun (Park Jiyun) (KOR)                                                                  | 44,723           |
| 1000 m          | Cshö Mindzsong (Choi Minjeong) (KOR) | 1:38,107 | Anna Seidel (GER) | 1:38,134         | Szo Hümin (Seo Whimin) (KOR)                                                                   | 1:38,252         |
| 1500 m          | Cshö Mindzsong (Choi Minjeong) (KOR) | 2:40,301 | Kim Gonhi (Kim Geonhee) (KOR) | 2:40,382         | Szo Hümin (Seo Whimin) (KOR)                                                                   | 2:40,530         |
| 3000 m-es váltó | Dél-Korea (KOR) Cshö Mindzsong (Choi Minjeong) Kim Cshanszo (Kim Chanseo) Kim Gonhi (Kim Geonhee) Pak Csijun (Park Jiyun) Szo Hümin (Seo Whimin)       | 4:12,557 | Kína (CHN) Caj Sen-ji (Cai Shenyi) Hao Vej-jing (Hao Weiying) Csia Huj-ling (Jia Huiling) Vang Ji-csao (Wang Yichao) Csang Jen (Zhang Yan) | 4:14,642         | Egyesült Államok (USA) Julia Letai Isabella Main Corinne Stoddard Libby Williams Una Willhoite | 4:24,015         |
| vegyes          | |          | |                  |                                                                                                |                  |
| 2000 m-es váltó | Franciaország (FRA) Gwendoline Daudet Quentin Fercoq Mathéo Grall Aurélie Lévêque                                                                      | 2:50,946 | Kazahsztán (KAZ) Alina Azhgaliyeva Adil Galiahmetov Jerkebulan Samuhanov Malika Yermek Iana Han                                            | 2:47,757 B döntő | Japán (JPN) Macuzu Súta Nakasima Mirei Takahasi Hana Vada Takumi Mijata Sógo Nagamori Haruna   | 2:48,561 B döntő |